# Monumento al colono de Victoria
El monumento al colono de Victoria en Victoria, Chile es un aporte de la ciudad Suiza de Victoria coincidiendo en su 109 aniversario.
El 28 de marzo de 1990 fue inaugurado oficialmente por las autoridades locales, directivos de la sociedad suiza y la asistencia del embajador de Suiza. La obra fue construida por el escultor Leonardo Reyes y su gestor intel el director de la escuela de artes de la Universidad de Concepción, Enrique Ordenas. La escultura está hecha en granito traído de la localidad de Santa Juana en la octava región y tiene una altura de 5 metros y un peso superior a las 10 toneladas. Representa en forma práctica a la imagen de una familia de colonos individualizándose claramente una pareja y su hijo, reflejando la hazaña y proeza desarrollada por los pioneros cuando llegaron a esta zona, allá por el año 1884.